# Willi Vock
Willi Vock (* 19. August 1952 in Pferdsdorf) ist ein deutscher Rechtsanwalt.

## Leben und Wirken
Vock verfasste 1980 seine Dissertation an der Martin-Luther-Universität Halle-Wittenberg zum (west-)deutschen AGB-Gesetz vom 9. Dezember 1976. Im Jahr 1985 folgte an derselben Hochschule die Habilitation zur Rolle des Rechts im Zuge der wachsenden Motorisierung.
Vock war Professor für Verkehrsrecht an der Fakultät Wirtschaftswissenschaften an der HTW Dresden. Zunächst unterrichtete er seit 1985 Verkehrsrecht an der Hochschule für Verkehrswesen. Seit 1992 lehrte er an der Fakultät Verkehrswissenschaften „Friedrich List“ der TU Dresden Verkehrsrecht sowie an HTW Dresden Recht. Nach seiner Emeritierung wirkte er weiterhin als Lehrbeauftragter. Er war langjähriger Vorsitzender des Prüfungsausschusses der Fakultät.
Vock ist Autor zahlreicher verkehrsrechtlicher Fachbücher und als Fachanwalt für Verkehrsrecht in Dresden niedergelassen.